# Старояшкинский сельсовет
Старояшкинский сельсовет — сельское поселение в Грачёвском районе Оренбургской области Российской Федерации.
Административный центр — село Старояшкино.

## История
9 марта 2005 года в соответствии с законом Оренбургской области № 1897/325-III-ОЗ образовано сельское поселение Старояшкинский сельсовет, установлены границы муниципального образования.

## Население
| 2010 | 2012 | 2013 | 2014 | 2015 | 2016 | 2017 |
| ---- | ---- | ---- | ---- | ---- | ---- | ---- |
| 738  | ↘718 | ↘694 | ↘679 | ↘650 | ↘633 | ↘615 |
| 2018 | 2019 | 2020 | 2021 |      |      |      |
| ↘601 | ↘598 | ↘570 | ↘550 |      |      |      |

## Состав сельского поселения
| № | Населённый пункт | Тип населённого пункта       | Население |
| - | ---------------- | ---------------------------- | --------- |
| 1 | Кузьминовка      | село                         | 5         |
| 2 | Малояшкино       | село                         | 173       |
| 3 | Старояшкино      | село, административный центр | 560       |